# Ferula moschata
Ferula sumbul
Espèce
Ferula moschata est une espèce de plantes à fleurs de la famille des Apiaceae. Elle est originaire d'Asie centrale, en particulier dans les monts Turkestan, le Zeravchan et les monts Gissar, où elle pousse sur des pentes pierreuses. Sa racine, qui contient 2 à 4 % d'huile essentielle, est connue sous le nome de sumbul, ou « racine de musc », en allusion à son odeur. Elle est notamment utilisée en parfumerie et pour la conservation des aliments.

## Description
Ferula moschata possède des tiges fines d'environ 50 cm de hauteur et des racines épaisses à plusieurs têtes.

## Systématique
Cette plante a été décrite par Hugo Reinsch en 1846 sous le nom de Sumbulus moschatus. Elle a été reclassée dans le genre Ferula par Boris Kozo-Polianski en 1926.
Ferula moschata a pour synonymes :
- Euryangium sumbul Kauffman
- Ferula mesophytica Korovin
- Ferula pseudooreoselinum Koso-Pol. (Regel & Schmalh.)
- Ferula sumbul Hook.fil. (Kauffman)
- Ferula urceolata Korovin
- Peucedanum sumbul Baill.
- Sumbulus moschatus H.Reinsch